# Wilhelm Padberg
Wilhelm Padberg (* 16. Januar 1908 in Berlin; † 22. Februar 1978 Berlin)  war ein deutscher CDU-Politiker.

## Leben
Padberg studierte von 1927 bis 1931 an der Universität Berlin, anschließend Staatsexamen. Während seines Studiums war er Mitglied des K.St.V. Semnonia Berlin im Kartellverband. Vor 1933 war er im Windthorstbund. 1939 wurde er Studienrat an der Freiherr-vom-Stein-Schule. Im Zweiten Weltkrieg war Padberg von 1940 bis 1945 im Wehrdienst, zuletzt als Oberleutnant, anschließend bis 1947 in Ägypten und England in der Kriegsgefangenschaft.
Er leitete die Walther Rathenau-Schule als Direktor von 1952 bis 1973.
Padberg war Vorstandsmitglied des Berliner Philologenverbandes und Mitglied des Verbandes katholischer Erzieher Berlins. Er war Betriebsrat der Lehrer in Spandau.

## Politik
Von 1948 bis 1950 und von 1954 bis 1967 war Padberg Mitglied der Bezirksverordnetenversammlung Spandau, 1950 bis 1954 war er Mitglied des Abgeordnetenhauses von Berlin.